# Pluchea indica
El rabo de zorra (Pluchea indica) es una especie de planta angiosperma perteneciente a la familia Asteraceae. Es originaria de partes de Asia y Australia, y está muy extendida en las islas del Pacífico como especie introducida e invasora.
La especie se hibrida con Pluchea carolinensis cuando las dos plantas crecen juntas, produciendo un híbrido que se denomina Pluchea × fosbergii.

## Descripción
Esta especie es un arbusto ramificado que alcanza hasta 2 m de altura. Las hojas son ovaladas pero no delgadas, y a menudo tienen una fina capa de pelos. Las cabezas de las flores crecen en racimos densos en las axilas de las hojas y en las puntas de las ramas. Las flores púrpuras rosáceas tienen estilos largos y salientes. El cuerpo de la fruta mide 1 mm de longitud con un vilano blanco de unos 5 mm de largo. Las semillas se dispersan por acción del viento.

## Usos
La planta contiene los compuestos β-sitosterol y estigmasterol, que tienen propiedades antidiabéticas. El β-sitosterol aislado del extracto de raíz también puede neutralizar el veneno de la víbora de Russell (Daboia russelii) y la cobra de monóculo (Naja kaouthia).

## Hábitat
La planta crece en un hábitat costero salino húmedo, como marismas salobres y manglares. Aunque no es muy competitiva con otra flora, puede colonizar fácilmente el hábitat costero e impactar sobre plantas nativas y cultivadas. Altera el hábitat de las aves acuáticas.